# Bébé mode d'emploi
Ne doit pas être confondu avec En cloque, mode d'emploi.
Pour plus de détails, voir Fiche technique et Distribution.
Bébé mode d'emploi (Life as We Know It), ou La Vie, tout simplement au Québec, est un film américain de Greg Berlanti sorti en 2010.

## Synopsis
Le premier rendez-vous de Holly Berenson (Katherine Heigl) et Eric Messer (Josh Duhamel) est une catastrophe. La première est sérieuse, organisée et cherche une relation sérieuse. Le second est un Don Juan, qui aime s'amuser avant tout. Les seules choses qui les rapprochent sont leur antipathie réciproque, et leur amour pour Sophie, leur filleule. Peter et Alison Novack (Christina Hendricks), les parents de Sophie et également leurs meilleurs amis, ont essayé de les rapprocher en pure perte.
Alison et Peter meurent dans un accident de voiture. Holly et Eric se retrouvent tuteurs de Sophie et contraints de vivre ensemble sous le même toit. Malgré leurs grandes différences de caractère et d'éducation, ils essayent de trouver un terrain d'entente afin de pouvoir élever leur filleule Sophie, dont ils sont responsables. Holly a l'opportunité de croiser le chemin d'un homme charmant sur qui elle a des vues. Il vient souvent dans sa boutique. Eric profite lui de l'opportunité de flirter, car selon lui les femmes craquent plus facilement en croisant le chemin d'un père célibataire.
Holly et Eric finissent par tomber amoureux et leur vie change.

## Fiche technique
- Titre français : Bébé mode d'emploi
- Titre québécois : La Vie, tout simplement
- Titre original : Life as We Know It
- Réalisation : Greg Berlanti
- Scénario : Ian Deitchman, Kristin Rusk Robinson
- Musique : Blake Neely
- Production : Barry Josephson, Paul Brooks (en)
- Sociétés de production : Village Roadshow Pictures ; Gold Circle Films ; Josephson Entertainment
- Société de distribution : Warner Bros.
- Pays de production :  États-Unis
- Durée : 115 minutes
- Dates de sortie :
  - États-Unis : 8 octobre 2010
  - France : 8 décembre 2010
- Dates de sortie DVD :
  - États-Unis : 8 février 2011
  - France : 25 mai 2011

## Distribution
- Katherine Heigl (VF : Charlotte Marin ; VQ : Mélanie Laberge) : Holly Berenson
- Josh Duhamel (VF : Alexis Victor ; VQ : Patrice Dubois) : Eric Messer
- Josh Lucas (VF : Philippe Valmont ; VQ : Martin Watier) : Sam
- Hayes MacArthur (VQ : Jean-François Beaupré) : Peter Novack
- Christina Hendricks (VF : Marine Jolivet ; VQ : Annie Girard) : Alison Novack
- Majandra Delfino (VF : Nathalie Karsenti) : Jenna
- Steve Nash : lui-même
- Sarah Burns (VF : Laura Blanc ; VQ : Catherine Bonneau) : Janine Groff
- Melissa McCarthy (VF : Véronique Volta ; VQ : Natalie Hamel-Roy) : DeeDee
- Melissa Ponzio (VF : Natacha Muller) : Victoria
- Bill Brochtrup (VF : David Dos Santos) : Gary
- Markus Flanagan (VF : Bertrand Nadler) : le chef Philippe
- Reggie Lee (VF : Nessym Guetat) : Alan Burke
- Brynn Clagett, Alexis Clagett, Brooke Clagett : Sophie
- Andy Buckley (VF : Julien Sibre ; VQ : François Trudel) : George Dunn
- Andrew Daly (VQ : Martin Desgagné) : Scott
- Faizon Love (VQ : Stéphane Rivard) : Walter
- Will Sasso (VQ : Tristan Harvey) : Josh
- Eddie Frierson (VQ : Sébastien Dhavernas) : Annonceur

Sources et légende : Version française (VF) sur RS Doublage, AlloDoublage et Carton de doublage TV - Version québécoise (VQ) sur Doublage Québec.